# Tachytrechus spinitarsis
Tachytrechus spinitarsis is een vliegensoort uit de familie van de slankpootvliegen (Dolichopodidae). De wetenschappelijke naam van de soort is voor het eerst geldig gepubliceerd in 1924 door Van Duzee.